# Kalbträger

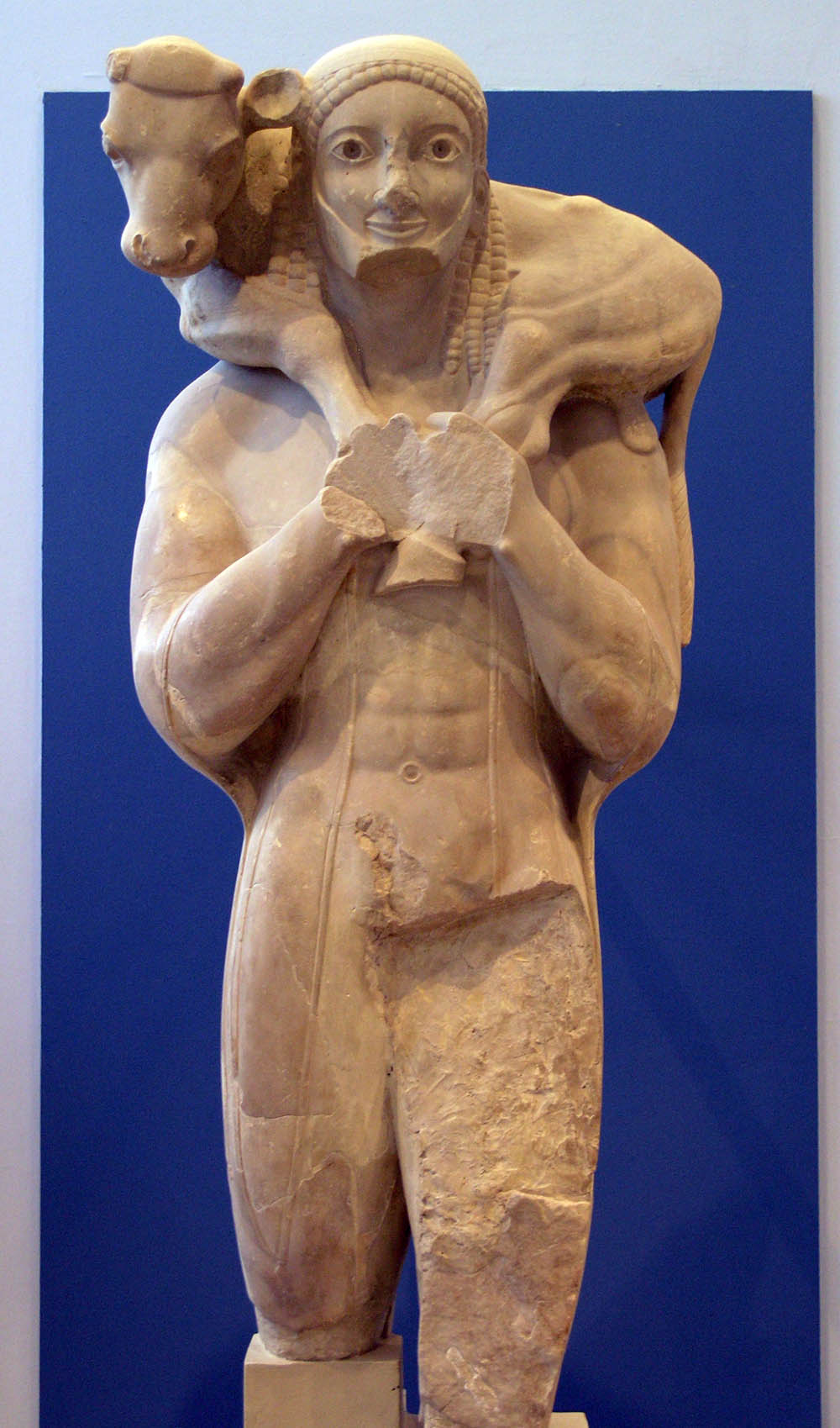
Der Kalbträger im Akropolis-Museum, Athen

Der Kalbträger oder Moschophoros ist eine antike Statue aus dem 6. Jahrhundert v. Chr. Der Körper wurde 1864, die Basis 1887 bei Ausgrabungen auf der südöstlichen Akropolis von Athen im sogenannten Perserschutt gefunden. Heute wird die Statue im Akropolis-Museum in Athen aufbewahrt.
Die um 560 v. Chr. zu datierende Statue ist aus hymettischem Marmor gefertigt und hat eine Höhe von 1,65 m. Die rechteckige Basis besteht aus Kalkstein. Eine Inschrift auf der Basis bezeichnet die Statue als Weihegabe eines Mannes namens [Rh]ombos, Sohn des Palos. Durch diese Statue brachte er Pallas Athene das Bild eines Opfernden dar und stellte sich dadurch unter ihren Schutz. 
Der Kalbträger trägt ein kleines Opferkalb auf den Schultern, dessen Kopf nach vorne gewandt ist, sodass er auf der gleichen Höhe wie das Gesicht des Mannes liegt. Dieser ist mit einem knielangen Mantel bekleidet und hat einen ehemals spitzen Bart. Sein zu Perlen oder Korallen stilisiertes Haar wird von einem Band zusammengehalten und fällt auf beiden Seiten des Kopfes in drei Zöpfen nach vorn. Die heute verlorenen Augen waren separat eingesetzt. Mit den Beinen des Kalbs bilden die muskulösen Unterarme des Opfernden ein Kreuz. Am Fell des Kalbs sind Überreste blauer Farbe erhalten; auch die Oberfläche des Bandes am Kopf ist für eine farbige Bemalung aufgeraut worden.
Der Kalbträger unterscheidet sich in mehreren Details von den im 6. Jahrhundert v. Chr. sehr verbreiteten Kouroi. Im Gegensatz zu den jugendlich und nackt dargestellten Figuren ist er mit einem Mantel bekleidet und trägt einen Bart.

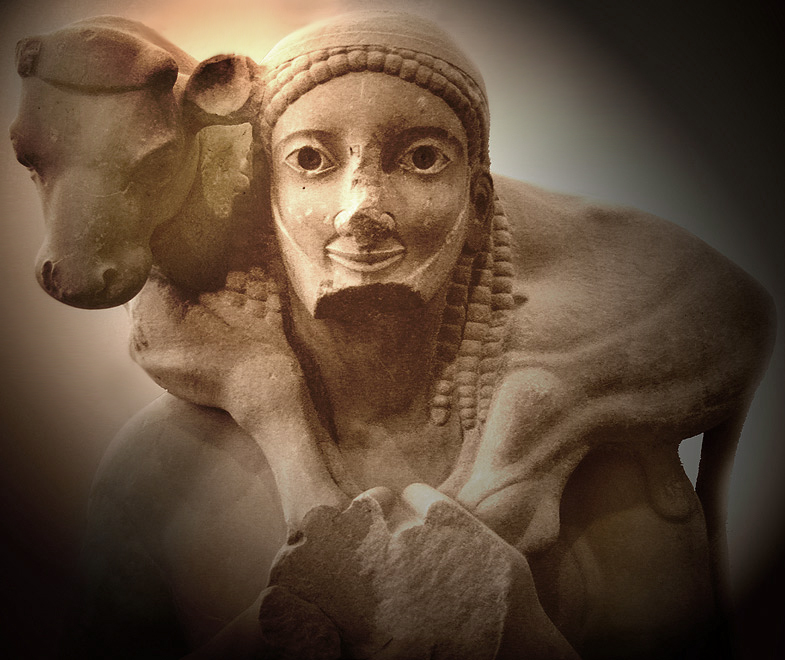
Nahaufnahme des Moschophoros.
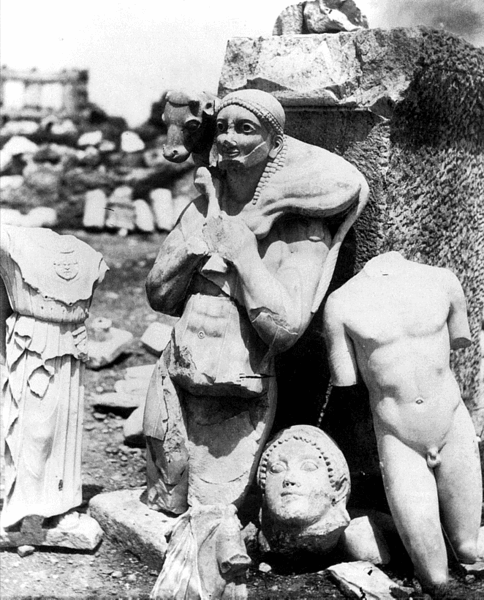
Kalbträger im Perserschutt, Akropolis von Athen, 1866.